# Serie A1 1993-1994 (pallavolo maschile)

La Sisley Treviso campione d'Italia per la prima volta nella sua storia

La Serie A1 maschile FIPAV 1993-94 fu la 49ª edizione della manifestazione organizzata dalla FIPAV. La regular season si svolse tra il 26 settembre 1993 e il 13 marzo 1994.

## Regolamento
Le 14 squadre partecipanti disputarono un girone unico con partite di andata e ritorno, cui fecero seguito i play-off scudetto, ai quali presero parte le prime otto classificate al termine della regular season. Le squadre classificate all'11º e al 12º posto andarono a giocarsi il posto in A1 con la 3ª e la 2ª classificata di A-2, mentre le squadre al 13º e al 14º posto retrocessero direttamente in Serie A2.

## Avvenimenti

Il Milan Milano primo in regular season e finalista play-off

L'inizio del campionato italiano maschile di pallavolo fu fissato per il 26 settembre, con la prima giornata. Il girone d'andata terminò poi il 29 dicembre.
Il girone di ritorno iniziò il 2 gennaio e il 2 e il 3 febbraio, durante la sosta tra la 20ª e la 21ª giornata, fu disputata a Perugia la fase finale di Coppa Italia. La regular season terminò poi domenica 13 marzo.
Il 29 marzo presero il via i play-off per l'assegnazione dello scudetto, che si conclusero il 29 aprile a Milano, con la prima, storica affermazione della Sisley Treviso sui padroni di casa. Retrocessero la Mia Cucine Virgilio e la Toscana Prato, mentre Latte Giglio Reggio Emilia e Sidis Baker Falconara disputarono gli spareggi.

## Squadre partecipanti
Le squadre partecipanti furono 14: la Maxicono Parma era campione uscente, mentre la Fochi Bologna, la Latte Giglio Reggio Emilia e la Mia Cucine Virgilio erano le neopromosse dalla Serie A2.
| Squadra                     | Stagioni in Serie A1 | Allenatore         | Campo di gioco                         |
| --------------------------- | -------------------- | ------------------ | -------------------------------------- |
| Alpitour Diesel Cuneo       | 5                    | Silvano Prandi     | Palazzetto dello Sport di Cuneo        |
| Daytona Modena              | 26                   | Daniele Bagnoli    | PalaPanini di Modena                   |
| Edilcuoghi Porto Ravenna    | 22                   | Daniele Ricci      | PalaDeAndrè di Ravenna                 |
| Fochi Bologna               | 11                   | Maurizio Menarini  | PalaDozza di Bologna                   |
| Gabeca Ecoplant Montichiari | 7                    | Stelio De Rocco    | PalaGeorge di Montichiari, BS          |
| Ignis Padova                | 18                   | Carmelo Pittera    | PalaBernhardsson di Padova             |
| Jockey Deroma Schio         | 2                    | Nerio Zanetti      | PalaCampagnola di Schio, VI            |
| Latte Giglio Reggio Emilia  | 2                    | Ljubomir Travica   | PalaBigi di Reggio Emilia              |
| Maxicono Parma              | 47                   | Bebeto de Freitas  | PalaRaschi di Parma                    |
| Mia Cucine Virgilio         | 3                    | Bruno Bagnoli      | PalaOlimpia di Verona                  |
| Milan Milano                | 17                   | Raúl Lozano        | Palalido di Milano                     |
| Sidis Baker Falconara       | 14                   | Marco Paolini      | PalaBadiali di Falconara Marittima, AN |
| Sisley Treviso              | 6                    | Gian Paolo Montali | PalaVerde di Villorba, TV              |
| Toscana Prato               | 2                    | Boris Kolčin       | Palasport San Paolo di Prato           |

## Torneo

### Regular season

#### Risultati
| Prima giornata, 26 settembre |                      |     |                                 |
|                              |                      |     |                                 |
|                              | Bologna-Treviso      | 1-3 | 15-12, 12-15, 13-15, 12-15      |
|                              | Milano-Virgilio      | 3-0 | 15-5, 15-11, 15-13              |
|                              | Padova-Cuneo         | 3-1 | 11-15, 15-9, 15-6, 15-13        |
|                              | Parma-Schio          | 3-0 | 16-14, 15-9, 15-10              |
|                              | Prato-Montichiari    | 0-3 | 12-15, 4-15, 5-15               |
|                              | Ravenna-Falconara    | 3-1 | 17-16, 5-15, 15-9, 15-4         |
|                              | Reggio Emilia-Modena | 2-3 | 14-16, 16-14, 15-7, 7-15, 11-15 |

| Seconda giornata, 3 ottobre |                        |     |                                  |
|                             |                        |     |                                  |
|                             | Cuneo-Parma            | 3-2 | 11-15, 7-15, 15-9, 15-8, 15-13   |
|                             | Falconara-Padova       | 0-3 | 14-16, 5-15, 6-15                |
|                             | Modena-Milano          | 3-2 | 15-13, 5-15, 7-15, 15-10, 18-16  |
|                             | Montichiari-Bologna    | 3-0 | 15-6, 15-7, 15-9                 |
|                             | Schio-Ravenna          | 2-3 | 11-15, 15-10, 15-10, 12-15, 8-15 |
|                             | Treviso-Prato          | 3-0 | 15-6, 15-7, 15-4                 |
|                             | Virgilio-Reggio Emilia | 2-3 | 15-8, 15-4, 3-15, 10-15, 8-15    |

| Terza giornata, 10 ottobre |                         |     |                                 |
|                            |                         |     |                                 |
|                            | Bologna-Prato           | 3-0 | 15-4, 15-7, 15-6                |
|                            | Falconara-Reggio Emilia | 2-3 | 15-13, 14-16, 5-15, 15-6, 13-15 |
|                            | Montichiari-Schio       | 3-0 | 15-10, 15-13, 15-7              |
|                            | Parma-Padova            | 3-2 | 15-9, 16-14, 12-15, 9-15, 15-10 |
|                            | Ravenna-Milano          | 0-3 | 11-15, 9-15, 4-15               |
|                            | Treviso-Modena          | 0-3 | 13-15, 14-16, 8-15              |
|                            | Virgilio-Cuneo          | 3-2 | 15-7, 11-15, 12-15, 15-5, 15-11 |

| Quarta giornata, 18 ottobre |                           |     |                           |
|                             |                           |     |                           |
|                             | Milano-Bologna            | 3-1 | 11-15, 15-8, 15-8, 15-9   |
|                             | Modena-Cuneo              | 3-1 | 15-3, 15-0, 9-15, 15-4    |
|                             | Padova-Treviso            | 1-3 | 4-15, 15-10, 14-16, 10-15 |
|                             | Parma-Ravenna             | 3-1 | 15-11, 15-9, 9-15, 15-3   |
|                             | Prato-Falconara           | 0-3 | 7-15, 4-15, 13-15         |
|                             | Reggio Emilia-Montichiari | 0-3 | 13-15, 11-15, 10-15       |
|                             | Schio-Virgilio            | 3-0 | 15-11, 15-8, 17-16        |

| Quinta giornata, 24 ottobre |                       |     |                            |
|                             |                       |     |                            |
|                             | Bologna-Parma         | 1-3 | 14-16, 15-13, 10-15, 10-15 |
|                             | Cuneo-Reggio Emilia   | 3-1 | 15-2, 15-4, 15-17, 15-10   |
|                             | Falconara-Montichiari | 3-1 | 15-9, 15-10, 7-15, 15-3    |
|                             | Padova-Schio          | 3-0 | 15-8, 15-5, 15-8           |
|                             | Ravenna-Modena        | 3-1 | 15-8, 12-15, 15-6, 15-5    |
|                             | Treviso-Milano        | 3-1 | 15-10, 15-6, 13-15, 15-7   |
|                             | Virgilio-Prato        | 3-0 | 15-3, 15-3, 15-2           |

| Sesta giornata, 31 ottobre |                       |     |                                 |
|                            |                       |     |                                 |
|                            | Milano-Cuneo          | 3-0 | 15-8, 16-14, 15-12              |
|                            | Modena-Virgilio       | 3-0 | 15-5, 15-8, 15-5                |
|                            | Montichiari-Padova    | 1-3 | 13-15, 15-10, 6-15, 12-15       |
|                            | Parma-Falconara       | 3-1 | 15-11, 15-8, 13-15, 15-7        |
|                            | Prato-Ravenna         | 0-3 | 10-15, 11-15, 11-15             |
|                            | Reggio Emilia-Treviso | 0-3 | 11-15, 8-15, 5-15               |
|                            | Schio-Bologna         | 3-2 | 10-15, 8-15, 15-13, 15-2, 16-14 |

| Settima giornata, 7 novembre |                     |     |                                  |
|                              |                     |     |                                  |
|                              | Bologna-Modena      | 2-3 | 16-14, 7-15, 15-13, 13-15, 11-15 |
|                              | Cuneo-Schio         | 3-0 | 15-2, 15-7, 15-6                 |
|                              | Falconara-Milano    | 0-3 | 2-15, 6-15, 14-16                |
|                              | Prato-Reggio Emilia | 0-3 | 11-15, 4-15, 7-15                |
|                              | Ravenna-Padova      | 3-1 | 13-15, 15-9, 15-8, 15-11         |
|                              | Treviso-Montichiari | 3-1 | 15-10, 15-4, 11-15, 15-5         |
|                              | Virgilio-Parma      | 1-3 | 15-17, 15-12, 7-15, 6-15         |

| Ottava giornata, 14 novembre |                     |     |                                |
|                              |                     |     |                                |
|                              | Bologna-Ravenna     | 0-3 | 11-15, 9-15, 4-15              |
|                              | Cuneo-Treviso       | 0-3 | 11-15, 9-15, 9-15              |
|                              | Milano-Schio        | 3-0 | 15-12, 15-8, 15-10             |
|                              | Montichiari-Modena  | 3-2 | 8-15, 15-8, 15-1, 15-17, 21-19 |
|                              | Padova-Prato        | 3-0 |                                |
|                              | Reggio Emilia-Parma | 1-3 | 7-15, 15-9, 12-15, 10-15       |
|                              | Virgilio-Falconara  | 3-1 | 16-14, 15-7, 7-15, 15-11       |

| Nona giornata, 5 dicembre |                     |     |                                 |
|                           |                     |     |                                 |
|                           | Falconara-Bologna   | 3-0 | 15-9, 15-11, 15-7               |
|                           | Modena-Padova       | 3-1 | 15-10, 11-15, 15-13, 15-10      |
|                           | Parma-Milano        | 3-2 | 9-15, 15-11, 12-15, 15-5, 15-12 |
|                           | Prato-Cuneo         | 0-3 | 4-15, 9-15, 5-15                |
|                           | Ravenna-Montichiari | 3-0 | 15-5, 15-10, 15-7               |
|                           | Schio-Reggio Emilia | 3-1 | 15-11, 15-10, 10-15, 15-1       |
|                           | Treviso-Virgilio    | 3-1 | 15-7, 15-3, 15-17, 15-6         |

| Decima giornata, 8 dicembre |                       |     |                                  |
|                             |                       |     |                                  |
|                             | Cuneo-Falconara       | 3-0 | 15-5, 15-4, 15-9                 |
|                             | Milano-Prato          | 3-0 | 15-5, 15-7, 15-6                 |
|                             | Modena-Schio          | 3-1 | 15-17, 16-14, 15-11, 15-3        |
|                             | Montichiari-Parma     | 0-3 | 10-15, 11-15, 6-15               |
|                             | Padova-Virgilio       | 3-0 | 15-11, 17-15, 15-8               |
|                             | Ravenna-Treviso       | 2-3 | 15-10, 13-15, 16-14, 13-15, 8-15 |
|                             | Reggio Emilia-Bologna | 3-1 | 11-15, 15-12, 15-12, 15-13       |

| Undicesima giornata, 12 dicembre |                      |     |                            |
|                                  |                      |     |                            |
|                                  | Bologna-Padova       | 0-3 | 13-15, 10-15, 9-15         |
|                                  | Cuneo-Ravenna        | 1-3 | 10-15, 15-4, 6-15, 11-15   |
|                                  | Milano-Reggio Emilia | 3-0 | 15-2, 15-3, 15-10          |
|                                  | Prato-Modena         | 0-3 | 9-15, 3-15, 10-15          |
|                                  | Schio-Falconara      | 3-0 | 15-8, 15-12, 15-2          |
|                                  | Treviso-Parma        | 1-3 | 10-15, 14-16, 15-12, 12-15 |
|                                  | Virgilio-Montichiari | 1-3 | 16-14, 15-17, 12-15, 14-16 |

| Dodicesima giornata, 19 dicembre |                      |     |                           |
|                                  |                      |     |                           |
|                                  | Bologna-Cuneo        | 0-3 | 10-15, 10-15, 11-15       |
|                                  | Falconara-Treviso    | 1-3 | 7-15, 8-15, 15-9, 6-15    |
|                                  | Montichiari-Milano   | 3-1 | 15-6, 11-15, 15-11, 15-12 |
|                                  | Padova-Reggio Emilia | 3-0 | 15-4, 15-8, 15-8          |
|                                  | Parma-Modena         | 0-3 | 14-16, 12-15, 6-15        |
|                                  | Ravenna-Virgilio     | 3-1 | 15-7, 11-15, 15-9, 15-3   |
|                                  | Schio-Prato          | 3-0 | 15-2, 15-10, 15-4         |

| Tredicesima giornata, 29 dicembre |                       |     |                           |
|                                   |                       |     |                           |
|                                   | Cuneo-Montichiari     | 3-1 | 15-13, 16-14, 13-15, 15-4 |
|                                   | Milano-Padova         | 3-0 | 15-13, 15-6, 15-6         |
|                                   | Modena-Falconara      | 3-0 | 15-10, 15-10, 15-13       |
|                                   | Prato-Parma           | 1-3 | 7-15, 16-17, 15-13, 5-15  |
|                                   | Reggio Emilia-Ravenna | 0-3 | 13-15, 9-15, 3-15         |
|                                   | Treviso-Schio         | 3-1 | 15-9, 15-9, 14-16, 15-7   |
|                                   | Virgilio-Bologna      | 0-3 | 9-15, 11-15, 11-15        |

| Quattordicesima giornata, 2 gennaio |                      |     |                                  |
|                                     |                      |     |                                  |
|                                     | Cuneo-Padova         | 3-2 | 15-13, 7-15, 15-6, 7-15, 15-10   |
|                                     | Falconara-Ravenna    | 0-3 | 10-15, 10-15, 7-15               |
|                                     | Modena-Reggio Emilia | 3-1 | 15-6, 17-15, 13-15, 15-10        |
|                                     | Montichiari-Prato    | 3-0 | 15-6, 15-2, 15-10                |
|                                     | Schio-Parma          | 2-3 | 12-15, 15-4, 15-11, 11-15, 12-15 |
|                                     | Treviso-Bologna      | 3-0 | 15-10, 15-5, 15-4                |
|                                     | Virgilio-Milano      | 0-3 | 12-15, 9-15, 13-15               |

| Quindicesima giornata, 6 gennaio |                        |     |                                  |
|                                  |                        |     |                                  |
|                                  | Bologna-Montichiari    | 3-1 | 9-15, 15-7, 15-13, 15-10         |
|                                  | Milano-Modena          | 3-0 | 15-8, 15-11, 15-2                |
|                                  | Padova-Falconara       | 3-1 | 15-13, 10-15, 15-12, 15-4        |
|                                  | Parma-Cuneo            | 2-3 | 15-13, 8-15, 15-11, 13-15, 14-16 |
|                                  | Prato-Treviso          | 2-3 | 15-13, 8-15, 15-11, 13-15, 14-16 |
|                                  | Ravenna-Schio          | 0-3 | 15-17, 10-15, 11-15              |
|                                  | Reggio Emilia-Virgilio | 0-3 | 11-15, 9-15, 8-15                |

| Sedicesima giornata, 9 gennaio |                         |     |                                 |
|                                |                         |     |                                 |
|                                | Cuneo-Virgilio          | 3-0 | 15-3, 15-5, 15-12               |
|                                | Milano-Ravenna          | 3-0 | 15-9, 15-4, 15-10               |
|                                | Modena-Treviso          | 3-2 | 10-15, 15-9, 15-10, 4-15, 15-9  |
|                                | Padova-Parma            | 3-2 | 11-15, 15-8, 16-14, 9-15, 17-15 |
|                                | Prato-Bologna           | 0-3 | 9-15, 8-15, 4-15                |
|                                | Reggio Emilia-Falconara | 3-1 | 15-7, 13-15, 15-4, 15-12        |
|                                | Schio-Montichiari       | 3-0 | 15-13, 15-5, 15-3               |

| Diciassettesima giornata, 16 gennaio |                           |     |                                   |
|                                      |                           |     |                                   |
|                                      | Bologna-Milano            | 0-3 | 11-15, 6-15, 12-15                |
|                                      | Cuneo-Modena              | 2-3 | 11-15, 15-12, 13-15, 15-13, 11-15 |
|                                      | Falconara-Prato           | 3-0 | 15-6, 16-14, 15-4                 |
|                                      | Montichiari-Reggio Emilia | 3-1 | 15-6, 12-15, 16-14, 15-5          |
|                                      | Ravenna-Parma             | 3-1 | 15-10, 5-15, 15-6, 15-10          |
|                                      | Treviso-Padova            | 3-0 | 15-12, 15-9, 15-4                 |
|                                      | Virgilio-Schio            | 1-3 | 15-17, 8-15, 15-6, 8-15           |

| Diciottesima giornata, 23 gennaio |                       |     |                                  |
|                                   |                       |     |                                  |
|                                   | Milano-Treviso        | 3-2 | 9-15, 16-14, 15-7, 14-16, 11-15  |
|                                   | Modena-Ravenna        | 3-1 | 8-15, 15-12, 15-5, 15-13         |
|                                   | Montichiari-Falconara | 3-2 | 12-15, 16-14, 15-7, 8-15, 18-16  |
|                                   | Parma-Bologna         | 3-0 | 15-9, 15-11, 15-4                |
|                                   | Prato-Virgilio        | 0-3 | 6-15, 7-15, 2-15                 |
|                                   | Reggio Emilia-Cuneo   | 3-1 | 10-15, 15-7, 15-5, 15-8          |
|                                   | Schio-Padova          | 2-3 | 12-15, 15-11, 15-8, 13-15, 14-16 |

| Diciannovesima giornata, 27 gennaio |                       |     |                                 |
|                                     |                       |     |                                 |
|                                     | Bologna-Schio         | 3-1 | 15-13, 6-15, 15-8, 15-12        |
|                                     | Cuneo-Milano          | 0-3 | 10-15, 7-15, 13-15              |
|                                     | Falconara-Parma       | 1-3 | 12-15, 8-15, 15-9, 13-15        |
|                                     | Padova-Montichiari    | 3-0 | 15-10, 15-10, 15-9              |
|                                     | Ravenna-Prato         | 3-0 | 15-3, 15-11, 16-14              |
|                                     | Treviso-Reggio Emilia | 3-1 | 13-15, 15-2, 15-6, 15-6         |
|                                     | Virgilio-Modena       | 2-3 | 15-10, 11-15, 13-15, 15-5, 7-15 |

| Ventesima giornata, 30 gennaio |                     |     |                            |
|                                |                     |     |                            |
|                                | Milano-Falconara    | 3-1 | 15-4, 15-11, 11-15, 15-10  |
|                                | Modena-Bologna      | 3-0 | 15-7, 15-9, 15-10          |
|                                | Montichiari-Treviso | 0-3 | 8-15, 5-15, 12-15          |
|                                | Padova-Ravenna      | 3-1 | 7-15, 15-2, 15-5, 16-14    |
|                                | Parma-Virgilio      | 3-1 | 15-7, 11-15, 15-4, 15-0    |
|                                | Reggio Emilia-Prato | 3-0 | 15-11, 15-5, 15-11         |
|                                | Schio-Cuneo         | 3-1 | 15-11, 15-11, 10-15, 15-12 |

| Ventunesima giornata, 6 febbraio |                     |     |                           |
|                                  |                     |     |                           |
|                                  | Falconara-Virgilio  | 3-0 | 15-12, 15-8, 15-13        |
|                                  | Modena-Montichiari  | 3-1 | 15-11, 12-15, 15-7, 15-7  |
|                                  | Parma-Reggio Emilia | 3-0 | 15-6, 15-12, 15-7         |
|                                  | Prato-Padova        | 0-3 | 10-15, 4-15, 3-15         |
|                                  | Ravenna-Bologna     | 3-1 | 11-15, 15-7, 15-10, 16-14 |
|                                  | Schio-Milano        | 0-3 | 9-15, 13-15, 7-15         |
|                                  | Treviso-Cuneo       | 3-0 | 15-8, 15-11, 15-3         |

| Ventiduesima giornata, 13 febbraio |                     |     |                            |
|                                    |                     |     |                            |
|                                    | Bologna-Falconara   | 3-0 | 15-10, 15-8, 15-10         |
|                                    | Cuneo-Prato         | 3-0 | 15-2, 15-1, 15-6           |
|                                    | Milano-Parma        | 3-0 | 15-10, 15-9, 15-10         |
|                                    | Montichiari-Ravenna | 0-3 | 15-17, 7-15, 7-15          |
|                                    | Padova-Modena       | 3-1 | 16-14, 10-15, 15-10, 16-14 |
|                                    | Reggio Emilia-Schio | 3-0 | 15-12, 15-6, 15-11         |
|                                    | Virgilio-Treviso    | 0-3 | 6-15, 2-15, 6-15           |

| Ventitreesima giornata, 20 febbraio |                       |     |                                 |
|                                     |                       |     |                                 |
|                                     | Bologna-Reggio Emilia | 3-0 | 15-10, 15-10, 15-8              |
|                                     | Falconara-Cuneo       | 2-3 | 5-15, 17-15, 9-15, 16-14, 15-17 |
|                                     | Parma-Montichiari     | 3-0 | 15-8, 15-5, 15-6                |
|                                     | Prato-Milano          | 0-3 | 6-15, 5-15, 8-15                |
|                                     | Schio-Modena          | 0-3 | 13-15, 3-15, 9-15               |
|                                     | Treviso-Ravenna       | 3-2 | 15-13, 12-15, 6-15, 15-8, 15-11 |
|                                     | Virgilio-Padova       | 0-3 | 13-15, 12-15, 14-16             |

| Ventiquattresima giornata, 27 febbraio |                      |     |                                   |
|                                        |                      |     |                                   |
|                                        | Falconara-Schio      | 3-1 | 15-3, 15-13, 10-15, 15-12         |
|                                        | Modena-Prato         | 3-0 | 15-4, 15-4, 16-14                 |
|                                        | Montichiari-Virgilio | 3-2 | 15-11, 15-17, 16-14, 11-15, 15-12 |
|                                        | Padova-Bologna       | 3-0 | 15-6, 15-11, 15-11                |
|                                        | Parma-Treviso        | 2-3 | 14-16, 9-15, 15-13, 15-12, 11-15  |
|                                        | Ravenna-Cuneo        | 3-0 | 15-3, 16-14, 15-2                 |
|                                        | Reggio Emilia-Milano | 0-3 | 8-15, 13-15, 13-15                |

| Venticinquesima giornata, 6 marzo |                      |     |                            |
|                                   |                      |     |                            |
|                                   | Cuneo-Bologna        | 3-1 | 11-15, 15-11, 15-8, 15-12  |
|                                   | Milano-Montichiari   | 3-1 | 17-15, 11-15, 15-4, 15-4   |
|                                   | Modena-Parma         | 1-3 | 14-16, 15-7, 6-15, 12-15   |
|                                   | Prato-Schio          | 0-3 | 6-15, 12-15, 14-16         |
|                                   | Reggio Emilia-Padova | 1-3 | 16-14, 10-15, 14-16, 12-15 |
|                                   | Treviso-Falconara    | 3-1 | 15-13, 15-9, 5-15, 15-10   |
|                                   | Virgilio-Ravenna     | 0-3 | 6-15, 5-15, 9-15           |

| Ventiseiesima giornata, 13 marzo |                       |     |                                |
|                                  |                       |     |                                |
|                                  | Bologna-Virgilio      | 3-1 | 15-4, 16-14, 13-15, 15-6       |
|                                  | Falconara-Modena      | 3-0 | 15-11, 15-11, 15-5             |
|                                  | Montichiari-Cuneo     | 3-2 | 15-8, 15-6, 5-15, 14-16, 15-12 |
|                                  | Padova-Milano         | 1-3 | 13-15, 7-15, 15-10, 13-15      |
|                                  | Parma-Prato           | 3-0 | 15-13, 15-6, 15-2              |
|                                  | Ravenna-Reggio Emilia | 3-0 | 16-14, 15-7, 15-6              |
|                                  | Schio-Treviso         | 3-0 | 15-11, 15-11, 15-10            |

#### Classifica
| Pos. | Squadra           | Pt | G  | V  | P  | SV | SP | Ratio | PF    | PS    | Ratio |
| ---- | ----------------- | -- | -- | -- | -- | -- | -- | ----- | ----- | ----- | ----- |
| 1.   | Gonzaga Milano    | 44 | 26 | 22 | 4  | 69 | 29 | 2,379 | 1 344 | 995   | 1,350 |
| 2.   | Treviso           | 42 | 26 | 21 | 5  | 71 | 19 | 3,736 | 1 255 | 903   | 1,389 |
| 3.   | Daytona           | 40 | 26 | 20 | 6  | 65 | 36 | 1,805 | 1 334 | 1 168 | 1,142 |
| 4.   | Parma             | 38 | 26 | 19 | 7  | 66 | 37 | 1,783 | 1 387 | 1 178 | 1,177 |
| 5.   | Porto Ravenna     | 36 | 26 | 18 | 8  | 61 | 33 | 1,848 | 1 228 | 1 027 | 1,195 |
| 6.   | Petrarca          | 36 | 26 | 18 | 8  | 62 | 35 | 1,771 | 1 232 | 1 096 | 1,124 |
| 7.   | Cuneo             | 26 | 26 | 13 | 6  | 50 | 50 | 1,000 | 1 213 | 1 180 | 1,027 |
| 8.   | Gabeca            | 24 | 26 | 12 | 14 | 44 | 53 | 0,830 | 1 138 | 1 227 | 0,927 |
| 9.   | Schio             | 22 | 26 | 11 | 15 | 43 | 50 | 0,860 | 1 131 | 1 162 | 0,973 |
| 10.  | Zinella Bologna   | 16 | 26 | 8  | 18 | 34 | 57 | 0,596 | 1 057 | 1 184 | 0,892 |
| 11.  | Galileo Giovolley | 16 | 26 | 8  | 18 | 33 | 61 | 0,540 | 1 030 | 1 239 | 0,831 |
| 12.  | Falconara         | 14 | 26 | 7  | 19 | 36 | 59 | 0,610 | 1 084 | 1 232 | 0,879 |
| 13.  | Virgilio          | 10 | 26 | 5  | 21 | 28 | 66 | 0,424 | 1 022 | 1 245 | 0,820 |
| 14.  | Prato             | 0  | 26 | 0  | 26 | 1  | 78 | 0,012 | 525   | 1 144 | 0,458 |

      Qualificata ai play-off scudetto.
      Qualificata ai play-out A1-A2.
      Retrocessa in Serie A2.

### Play-off scudetto
|  | Quarti di finale | Quarti di finale | Quarti di finale | Quarti di finale | Quarti di finale |   |         | Semifinali | Semifinali | Semifinali | Semifinali | Semifinali |  |  | Finale | Finale  | Finale | Finale | Finale | Finale | Finale |
|  |                  |                  |                  |                  |                  |   |         |            |            |            |            |            |  |  |        |         |        |        |        |        |        |
|  | 2                | Treviso          | 3                | 3                |                  |   |         |            |            |            |            |            |  |  |        |         |        |        |        |        |        |
|  | 8                | Montichiari      | 1                | 0                |                  |   |         |            |            |            |            |            |  |  |        |         |        |        |        |        |        |
|  | 8                | Montichiari      | 1                | 0                |                  | 2 | Treviso | 3          | 3          | 3          |            |            |  |  |        |         |        |        |        |        |        |
|  |                  |                  |                  |                  |                  | 2 | Treviso | 3          | 3          | 3          |            |            |  |  |        |         |        |        |        |        |        |
|  |                  | 5                | Ravenna          | 1                | 0                | 2 |         |            |            |            |            |            |  |  |        |         |        |        |        |        |        |
|  | 4                | 5                | Ravenna          | 1                | 0                | 2 | Parma   | 1          | 2          |            |            |            |  |  |        |         |        |        |        |        |        |
|  | 4                |                  |                  |                  |                  |   | Parma   | 1          | 2          |            |            |            |  |  |        |         |        |        |        |        |        |
|  | 5                | Ravenna          | 3                | 3                |                  |   |         |            |            |            |            |            |  |  |        |         |        |        |        |        |        |
|  |                  |                  |                  |                  |                  |   |         |            |            |            |            |            |  |  | 2      | Treviso | 3      | 3      | 2      | 3      |        |
|  |                  |                  | 1                | Milano           | 2                | 1 | 3       | 2          |            |            |            |            |  |  |        |         |        |        |        |        |        |
|  | 1                | Milano           | 3                | 3                |                  |   |         |            |            |            |            |            |  |  |        |         |        |        |        |        |        |
|  | 7                | Cuneo            | 2                | 2                |                  |   |         |            |            |            |            |            |  |  |        |         |        |        |        |        |        |
|  | 7                | Cuneo            | 2                | 2                |                  | 1 | Milano  | 3          | 3          | 3          |            |            |  |  |        |         |        |        |        |        |        |
|  |                  |                  |                  |                  |                  | 1 | Milano  | 3          | 3          | 3          |            |            |  |  |        |         |        |        |        |        |        |
|  |                  | 3                | Modena           | 1                | 0                | 0 |         |            |            |            |            |            |  |  |        |         |        |        |        |        |        |
|  | 3                | 3                | Modena           | 1                | 0                | 0 | Modena  | 3          | 3          |            |            |            |  |  |        |         |        |        |        |        |        |
|  | 3                |                  |                  |                  |                  |   | Modena  | 3          | 3          |            |            |            |  |  |        |         |        |        |        |        |        |
|  | 6                | Padova           | 1                | 1                |                  |   |         |            |            |            |            |            |  |  |        |         |        |        |        |        |        |

## Fonti
- Stagione 1993/1994, su legavolley.it.